# Olesza (obwód iwanofrankiwski)
Olesza (ukr. Олеша) – wieś w rejonie tłumackim obwodu iwanofrankiwskiego, założona w 1441 r.
W II Rzeczypospolitej miejscowość była siedzibą gminy wiejskiej Olesza w powiecie tłumackim województwa stanisławowskiego.  
W latach 1943–1945 nacjonaliści ukraińscy z OUN-UPA zamordowali tutaj 10 Polaków, w tym nauczycielkę Jadwigę Pawłowicz i zarządcę majątku ziemskiego Kazimierza Roztropowicza.
Wieś liczy 1632 mieszkańców.